# Еуфросина Дука Каматерина
Еуфросина Дука Каматерина (1155 - 1211) била је супруга Алексија III Анђела. Била је кћерка Андроника Каматера, високог функционера који је носио титуле мега друнгарије и пансеваст и његове супруге, непознатог имена из породице Кантакузина. Била је у сродству са царем Константином X и Ирином Дука, царицом - супругом цара Алексија I Комнина. Оба њена брата су се побунила против цара Андроника I Комнина; један је затворен, а други ослепљен.

## Живот
Еуфросина се удала за Алексија Анђела, старијег брата будућег цара Исака II Анђела, 1169. Иако је цар Исак II свом брату доделио многе титуле и почасти, Алексије је преузео престо 8. априла 1195. свргнувши цара Исака II и прогласивши се за цара. У томе му је помагала Еуфросина, која је организовала забаву аристократских присталица. Еуфросина је преузела контролу над палатом и сама угушила опозицију, обезбеђујући долазак свог мужа на престо масовним подмићивањем.
Царица Еуфросина је била доминантна жена са талентом за политику, и она је практично владала Царством у име цара Алексија III, који се првенствено бавио задовољствима и празним активностима. Сама је издавала наредбе и чак је мењала Алексијеве указе када јој је то одговарало, и обезбедила повлачење са положаја способног министра Константина Месопотамика.Царица Еуфросина и цар Алексије III су били критиковани због љубави према луксузу и богаћењу својих рођака о државном трошку. Њен рођени брат Василије Каматер и њен зет Андроник Контостефан оптужили су царицу Еуфросину за прељубу са једним од њених министара, племићем по имену Ватац. Цар Алексије III је поверовао у оптужбе и наредио је да погуби Ватац. Царици Еуфросини су скинули њене царске хаљине и протерали је у манастир у Нематареји у октобру 1196. Међутим, њени рођаци су убедили цара Алексија III да је врати, и она се вратила на двор шест месеци касније у пролеће 1197.
Године 1203, суочен са Четвртим крсташким ратом и повратком свог синовца, Алексија IV Анђела, цар Алексије III је побегао из Константинопоља са величанственим благом и неким рођакама, укључујући његову ћерку Ирену. Царица Еуфросина је остављена и одмах ју је нови режим затворио. Цара Алексија IV је убрзо задавио Алексије Дука Мурзуфл, љубавник Еуфросинине ћерке Евдокије, који се тада прогласио за цара као Алексије V. У априлу 1204. године, царица Еуфросина је побегла из града заједно са својом ћерком и царем Алексијем V, и они су се упутили у Мосинопољ. којим је владао Ефросинин муж цар Алексије III. Цар Алексије III је ослепео цара Алексија V и предао га крсташима, који су наредили да се погуби.
Царица Еуфросина и цар Алексије III су побегли преко Грчке у Солун и Коринт, али их је Бонифације од Монферата коначно ухватио и затворио. Године 1209. или 1210. откупио их је њихов рођак деспот Михаило I Епирски, а царица Еуфросинија је остатак живота провела у Арти. Умрла је 1210. или 1211. године.

## Породица
Цар Алексија III Анђел и царица Еуфросина су имали три ћерке:
1. Ирине Анђел, која се удала за (1) Андроника Контостефана; (2) Алексије Палеолог, по коме је била бака цара Михаила VIII Палеолога.
2. Ана Анђел, која се удала за (1) севастократора Исака Комнина, пранећака цара Манојла I Комнина; (2) цар Теодор I Ласкарис Никејски.
3. Евдокија Анђел, која се удала за (1) српског краља Стефана I Првовенчаног; (2) цар Алексије V Дука Мурзуфл; (3) Лав Згур, владар Коринта.